# Os Enforcados
Os Enforcados é um filme de drama brasileiro de 2025, dirigido e roteirizado por Fernando Coimbra. Produzido pela  Gullane com a Globo Filmes, o filme tem previsão para ser lançado em 21 de agosto de 2025 nos cinemas.
Livremente inspirado em Macbeth, de William Shakespeare é estrelado por Leandra Leal e Irandhir Santos falando a fundo sobre os esquemas envolvendo o Jogo do bicho.

## Sinopse
Em um Rio de Janeiro assolado pelo crime, o casal Regina e Valério se vê preso a dívidas e traições herdadas da família dele. Em uma noite, eles acreditam ter encontrado o plano perfeito. No entanto, ao colocá-lo em prática, mergulham em uma espiral de violência sem fim. A história de um casal da Barra da Tijuca toma contornos shakespearianos quando Valério, sob a influência de Regina, decide assassinar seu tio para assumir os negócios ilícitos da família. O crime desencadeia uma escalada brutal de violência e sangue, enquanto Regina se afunda em uma paranoia que, tragicamente, destruirá a relação entre os dois.

## Elenco[5]
- Leandra Leal como Regina
- Irandhir Santos como Valério
- Irene Ravache como Cartomante
- Stepan Nercessian
- Ernani Moraes
- Marcelo Mello
- Augusto Madeira
- Thiago Thomé
- Ricardo Bittencourt
- Gustavo Arthidoro
- Pêpê Rapazote
- Nando Brandão

## Lançamento
Os Enforcados teve sua première no Festival Internacional de Cinema de Toronto em 6 de setembro de 2024 e no Festival do Rio em 4 de outubro de 2024, e será lançado nos cinemas brasileiros em 21 de agosto de 2025. Estava anteriormente agendado para ser lançado em 21 de novembro de 2024 e 8 de maio de 2025.